# Petit-Noir
Petit-Noir ist eine französische Gemeinde  mit 1063 Einwohnern (Stand 1. Januar 2022) im Département Jura in der Region Bourgogne-Franche-Comté. Sie gehört zum Arrondissement Dole und zum Kanton Tavaux. Petit-Noir ist Mitglied im Gemeindeverband Plaine Jurassienne.

## Geographie
Die Gemeinde liegt rund 20 Kilometer südwestlich der Arrondissements-Hauptstadt Dole an der Grenze zum benachbarten Département Saône-et-Loire. Petit-Noir grenzt an folgende Gemeinden:
- im Norden an Chemin
- im Nordosten an Longwy-sur-le-Doubs
- im Osten an Asnans-Beauvoisin
- im Südosten an Les Hays und Mouthier-en-Bresse (Département Saône-et-Loire)
- im Süden an Neublans-Abergement
- im Südwesten an Fretterans (Département Saône-et-Loire)
- im Nordwesten an Annoire

Das Siedlungsgebiet der Gemeinde erstreckt sich vor allem am rechten Ufer des Doubs. Das Waldgebiet Bois Chaussemourot liegt auf der gegenüberliegenden Flussseite.

## Bevölkerungsentwicklung
| Jahr                       | 1962 | 1968 | 1975 | 1982 | 1990 | 1999 | 2007 | 2018 |
| Einwohner                  | 730  | 717  | 804  | 929  | 938  | 974  | 1159 | 1100 |
| Quellen: Cassini und INSEE |      |      |      |      |      |      |      |      |

## Sehenswürdigkeiten
- Steinernes Friedhofskreuz (Calvaire) aus dem Jahr 1617, Monument historique[1]